# Szatymaz
Szatymaz è un comune dell'Ungheria di 4.600 abitanti (dati 2001). È situato nella contea di Csongrád-Csanád.